# Liste der Mitglieder der Deutschen Akademie der Naturforscher Leopoldina/1862
Die Liste der Mitglieder der Deutschen Akademie der Naturforscher Leopoldina für 1862 enthält alle Personen, die im Jahr 1862 zum Mitglied ernannt wurden. Insgesamt gab es 23 neu gewählte Mitglieder.

## Mitglieder
| Nr.  | Name                              | Beiname           | Geboren       | Aufnahme | Gestorben     | Bild                              |
| ---- | --------------------------------- | ----------------- | ------------- | -------- | ------------- | --------------------------------- |
| 1963 | Karl Heinrich Rau                 | Plato             | 23. Nov. 1792 | 19. Mrz. | 18. März 1870 | Karl Heinrich Rau                 |
| 1964 | Friedrich Theophilus Bartling     | A. P. Decandolle  | 9. Dez. 1798  | 8. Jun.  | 19. Nov. 1875 |                                   |
| 1965 | Andreas Ritter von Ettingshausen  | Gauchy            | 25. Nov. 1796 | 8. Jun.  | 25. Mai 1878  | Andreas Ritter von Ettingshausen  |
| 1966 | Carl Friedrich August Grebe       | Heinrich Cotta    | 20. Juni 1816 | 8. Jun.  | 12. Apr. 1890 |                                   |
| 1967 | Ferdinand Ritter von Hochstetter  | C. F. Hochstetter | 30. Apr. 1829 | 8. Jun.  | 18. Juli 1884 | Ferdinand Ritter von Hochstetter  |
| 1968 | Peter Kallibources                | Machaon           |               | 8. Jun.  |               |                                   |
| 1969 | Carl Karmarsch                    | Archimedes        | 17. Okt. 1803 | 8. Jun.  | 24. März 1879 | Carl Karmarsch                    |
| 1970 | Wilhelm Keferstein                | Eschscholtz       | 7. Juni 1833  | 8. Jun.  | 25. Jan. 1870 |                                   |
| 1971 | Hermann Knoblauch                 | Th. Joh. Seebeck  | 11. Apr. 1820 | 8. Jun.  | 30. Juni 1895 | Hermann Knoblauch                 |
| 1972 | Heinrich Kroeyer                  | Bloch             | 22. März 1799 | 8. Jun.  | 14. Feb. 1870 | Heinrich Kroeyer                  |
| 1973 | Carl Ludwig Albert Kunze          | Euler             | 26. Juli 1805 | 8. Jun.  | 15. Juli 1890 |                                   |
| 1974 | Peter Merian                      | C. v. Sternberg   | 20. Dez. 1795 | 8. Jun.  | 8. Feb. 1883  |                                   |
| 1975 | Ludwig Radlkofer                  | R. Brown          | 19. Dez. 1829 | 8. Jun.  | 16. Feb. 1927 |                                   |
| 1976 | Carl Friedrich August Rammelsberg | Werner            | 1. Apr. 1813  | 8. Jun.  | 28. Dez. 1899 | Carl Friedrich August Rammelsberg |
| 1977 | Ferdinand Freiherr von Richthofen | Kämpfer           | 5. Mai 1833   | 8. Jun.  | 6. Okt. 1905  | Ferdinand Freiherr von Richthofen |
| 1978 | Wilhelm Philipp Schimper          | de Buch           | 12. Jan. 1808 | 8. Jun.  | 20. März 1880 | Wilhelm Philipp Schimper          |
| 1979 | Julius Schnauss                   | Daguerre          | 7. Juli 1827  | 8. Jun.  | 6. Dez. 1895  |                                   |
| 1980 | Ernst Theodor Stöckhardt          | Thaer             | 4. Jan. 1816  | 8. Jun.  | 27. März 1898 |                                   |
| 1981 | Maximilian Ritter von Vintschgau  | Spallanzani       | 4. Nov. 1832  | 8. Jun.  | 25. Juli 1913 |                                   |
| 1982 | Rudolph Wagner                    | A. de Haller      | 30. Juni 1805 | 8. Jun.  | 13. Mai 1864  | Rudolph Wagner                    |
| 1983 | Georg Daniel Weyer                | Tycho Brahe       | 26. Mai 1818  | 8. Jun.  | 22. Dez. 1896 |                                   |
| 1984 | Friedrich Ludwig Joseph Siebert   | Mynsicht          | 22. Feb. 1829 | 10. Sep. | 26. Mai 1882  |                                   |
| 1985 | Franz Jordan Ried                 | Dieffenbach       | 11. Feb. 1810 | 22. Sep. | 11. Juni 1895 |                                   |